# Вятское сельское поселение (Кировская область)
Вятское сельское поселение — муниципальное образование в составе Омутнинского района Кировской области России.
Административный центр — деревня Ежово.

## История
Вятское сельское поселение образовано 1 января 2006 года согласно Закону Кировской области от 07.12.2004 № 284-ЗО.
Законом Кировской области от 5 июля 2011 года № 18-ЗО в состав поселения включены населённые пункты упразднённого Белозерского сельского поселения.

## Население
| 2010 | 2012 | 2013 | 2014 | 2015 | 2016 | 2017 |
| ---- | ---- | ---- | ---- | ---- | ---- | ---- |
| 390  | ↗583 | ↘550 | ↘518 | ↘494 | ↘472 | ↘464 |
| 2018 | 2019 | 2020 | 2021 |      |      |      |
| ↘441 | ↘407 | ↘397 | ↘343 |      |      |      |

## Состав
В поселение входят 15 населённых пунктов (население, 2010):
| - деревня Ежово — 328 чел.; - деревня Лупья — 13 чел.; - деревня Лусники — 0 чел.; - деревня Петухи — 1 чел.; - деревня Рякино — 0 чел.; - деревня Сидорята — 5 чел.; - посёлок Юбилейный — 43 чел.; - деревня Зимино — 119 чел.; | - деревня Волчата — 1 чел.; - разъезд 92 км — 5 чел.; - село Красноглинье — 2 чел.; - деревня Пермская — 50 чел.; - деревня Пестери — 1 чел.; - деревня Реневская — 18 чел.; - деревня Турундаевская — 7 чел. |

## Транспорт
По территории сельского поселения проходят автодорога Омутнинск — Кирс и железная дорога Яр — Верхнекамская, имеющая пригородное пассажирское сообщение. Единственной остановкой поездов в границах поселения является о. п. 92 км, располагающаяся при одноимённом населённом пункте близ д. Турундаевская.